# Szenes galambgomba
A szenes galambgomba (Russula nigricans) az Agaricomycetes osztályának galambgomba-alkatúak (Russulales) rendjébe, ezen belül a galambgombafélék (Russulaceae) családjába tartozó faj. Nevében a szenes szó arra utal, hogy a kifejlett, öreg gomba teljesen elfeketedik, olyan mintha faszénből faragták volna ki.

## Jellemzői
Nagy termetű faj, piszkosfehér majd füstbarna kalapjának közepe benyomott, tönkje vaskos. 
Húsa: Törékeny, de elég kemény, gyümölcs illatú. Felvágva piszkosfehér majd lassan vörösre változik, végül teljesen feketére színeződik.
Íze: Enyhe vagy keserű ízű (nem ízletes).
Kalapja: (5–20 cm) Sima, száraz felületű, benyomott közepű begöngyölt szélű kalap.
Lemezei: A galambgombák többségétől eltérően lemezei jellegzetesen ritkán állóak, eltérő hosszúságúak, vastagak, felkanyarodó fakó sárgák.
Tönkje: (3–8 cm) Rövid, vaskos erezett tönk.

## Előfordulása
Nyártól őszig, általában júniustól novemberig főként lombos fákkal képez mikorrhizát jó vízelvezetésű talajon, de fenyők alatt is megtalálható. Széles körben elterjedt és sokfelé gyakori az északi mérsékelt övben. Tömegesen vagy boszorkánykörben nő.

## Felhasználása
Nem ízletes gomba. Magyarországon nem tartják fogyasztható gombának, de külföldön fogyasztják.

## Hasonló fajok
Számos galambgomba van, amelyek hasonlóan fekete színűek például a színváltó galambgomba (R.albonigra) azonnal feketére színeződik nem vörösre, a sötétedő galambgomba (R. adusta) gyengén vörösödő majd szürke lesz, íze enyhe. A R. arcrifolia és a R. anthracina lemezei csípősek. A feketedő galambgomba (R. densifolia) lemezei sűrűn állnak és kisebb termetűek, íze nagyon keserű, ehetetlen.